# Lara Croft Tomb Raider: Legend
Lara Croft Tomb Raider: Legend är titeln på ett spel utvecklat av Crystal Dynamics.